# Hygrotus parallellogrammus
Hygrotus parallellogrammus är en skalbaggsart som först beskrevs av Ahrens 1812.  Hygrotus parallellogrammus ingår i släktet Hygrotus och familjen dykare. Inga underarter finns listade i Catalogue of Life.